# Mord in Frankfurt
Mord in Frankfurt ist ein auf mehreren Ebenen spielender, deutscher Fernsehfilm aus dem Jahre 1967 von Rolf Hädrich mit dem Prager Schauspieler Václav Voska (1918–1982) in der Hauptrolle eines polnischen Zeitzeugen und Holocaust-Überlebenden.

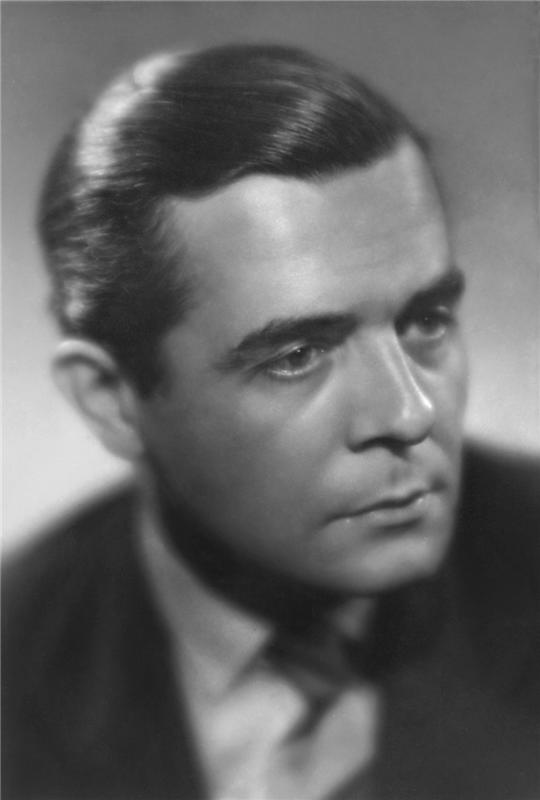
Hauptdarsteller Václav Voska

## Handlung
Die 1967 in Frankfurt am Main spielende Geschichte weist drei Erzählstränge auf, die alle um das Thema Mord – den singulären ebenso wie den fabrikmäßigen Genozid – und die Reaktion bzw. den Umgang mit diesem Verbrechen in der deutschen Öffentlichkeit der ausgehenden 1960er Jahre kreisen.
Im Zentrum der Geschichte steht der polnische Arzt Andrej Markovski. Er reist im Sommer 1967 aus Warschau nach Frankfurt am Main an, wo er in einem historischen Prozess eine Aussage machen will. Zwei deutsche Begleitpersonen nehmen ihn am Flughafen in Empfang und bringen ihn in sein Hotel. Dort bezieht er auf deutsche Staatskosten ein komfortables Zimmer, in dem bereits ein Willkommensschreiben des Oberbürgermeisters der Stadt liegt. Markovskis Aussage ist für einen der letzten Auschwitz-Prozesse, der in der Stadt gerade zur Verhandlung steht, von großer Wichtigkeit, auch wenn die deutsche Öffentlichkeit an diesem späten Verfahren anders als noch bei den Vorgängerprozessen (1963 bis 1965) kaum mehr Interesse zeigt. Die sehr persönliche Geschichte des polnischen Holocaustüberlebenden Markovski will niemand mehr hören, die Gleichgültigkeit der Deutschen macht sich allenthalben in kleinen Gesten bemerkbar. Am Ende des Films wird deutlich, dass Markovski sich höhnischen und aggressiven Angriffen des Angeklagten und seines Verteidigers ausgesetzt sah, die den Zeugen mit einer Flut Unwahrheiten und Unterstellungen überziehen. Von einem derart widerwärtigen Verhalten zutiefst geschockt, kann Markovski seine Aussage nicht beenden und verlässt schließlich ebenso verbittert wie enttäuscht fluchtartig die Stadt in Richtung Heimat.
Zeitgleich mit Markovski ist am Flughafen die blonde Stewardess Franziska Körner gelandet, die mit dem Taxi in die Innenstadt fährt, um ihre zwei freien Tage bis zu ihrem nächsten Einsatz mit ihrem Freund, dem Schauspieler Hans, zu verbringen. Diese Beziehung ist nicht ohne Spannungen. Hans ist zurzeit mit den Proben zu dem Peter-Weiss-Stück „Die Ermittlung“ beschäftigt, einem Drama, das die derzeitigen Auschwitz-Prozesse zum Thema hat. Anders als Franziska, die sich ganz offensichtlich mit diesem Thema überfordert fühlt und hinter dem kritischen Anspruch von „Die Ermittlung“ viel überhebliche „Pose“ zu erkennen glaubt, besitzt der engagierte Künstler Hans den Drang, mit diesem ihm so wichtigen Theaterstück etwas in Deutschland zum Besseren bewegen zu wollen. Intensiv diskutieren die Schauspieler am Frankfurter Theater während einer Probe mit dem Regisseur die Schwierigkeit, die Zuschauer zum „Mitdenken und Erkennen“ auch ihrer eigenen Verstrickungen zu bewegen. Doch die daraus entstehende Idee, dem Publikum „einen Spiegel vorzuhalten“, scheitert, der Blick in den Spiegel wird lediglich zur Selbstreflexion.
Derjenige Taxifahrer, der Franziska gefahren hat, wird kurz darauf Opfer eines Mordes. Es ist nicht die erste Bluttat an einem Frankfurter Taxifahrer, das Gewaltverbrechen steht in einer Reihe vorausgegangener Taxifahrermorde. Die Nachricht versetzt die bestürzten Kollegen in Rage: Da die Polizei offensichtlich nicht mehr für die öffentliche Sicherheit sorgen kann und mit ihren Ermittlungen nicht weiterzukommen scheint, wollen die tatkräftigen Transportunternehmer die Angelegenheit in die eigenen Hände nehmen. Als erste Maßnahme kommt es zu einem Trauerkonvoi und einem wilden Streik, mit dem sich die eigene Wut und Ohnmacht Bahn bricht. Diese Morde berühren die hiesigen Menschen allemal mehr als die im Prozess verhandelten Genozide des Holocaust nur gut zwei Jahrzehnte zuvor, unter den Taxifahrer-Demonstranten wird der Ruf nach der Wiedereinführung der Todesstrafe laut …

## Produktionsnotizen
Mord in Frankfurt entstand 1967 und wurde erstmals, anlässlich des 35. Jahrestags der nationalsozialistischen Machtübernahme, am 30. Januar 1968 im Abendprogramm der ARD ausgestrahlt. Am 6. Juli 2012 erschien der Film auf DVD.
Harry Schneider übernahm die Produktionsleitung. Herbert Labusga schuf das Szenenbild.

## Auszeichnung
Rolf Hädrich wurde für seine inszenatorische Leistung 1968 mit dem Fernsehfilmpreis der Deutschen Akademie der Darstellenden Künste und mit der Goldenen Kamera ausgezeichnet.

## Wissenswertes
Mit Mord in Frankfurt gab Günter Rohrbach seinen vielbeachteten Einstand als Leiter der Abteilung Fernsehspiel im WDR.
Der im Film geschilderte Mord und der anschließende versuchte Bankraub folgen weitgehend detailliert dem Mord an dem 44-jährigen Taxifahrer Heinz Schlund am Offenbacher Kreisel. Dieses am 14. November 1966 begangene, bis heute ungeklärte Verbrechen wurde in der Sendung Aktenzeichen XY … ungelöst vom 19. April 1968 dargestellt.

## Kritiken
Die Rezeption des Films fiel nahezu einhellig positiv aus. Nachfolgend mehrere Beispiele:
Egon Netenjakob schrieb zu Hädrichs Arbeit: „Mord in Frankfurt … stellt … einen Mord an einem Taxifahrer und den Ruf nach der Todesstrafe neben die Bedrohung eines polnischen Zeugen in einem Nazi-Mordprozeß und die Proben zu einem Theaterstück über Auschwitz. H. nutzte so bewusst das Fernsehen für Themen, die im deutschen Kino nicht möglich waren.“
Die Krimihomepage bezeichnete das sozialkritische Fernsehspiel als „überaus sehenswert“ und befand, dass sich hinter diesem Titel „ein fesselndes Stück Fernsehgeschichte“ verberge, „in dem Regisseur und Autor Rolf Hädrich, der für seine gegenwartsnahen und zeitkritischen Stoffe berühmt war, zeigt, wie Menschen unterschiedlich auf ein und dasselbe Verbrechen reagieren. Mord ist Mord, zumindest vor dem Gesetz, aber in den Köpfen der Menschen spielt sich je nach Begleitumständen etwas gänzlich Verschiedenes ab. Aktuell und zeitlos, so lauten wohl die zwei Adjektive, die den Inhalt dieses packenden wie spannenden Films am besten beschreiben.“
In Deutschlandfunkkultur war zu hören: „Der Film ist viel weniger moralisch, als man es bei diesem Thema eigentlich erwarten könnte. Dieser Blick auf die Taxifahrer-Morde, und auf dieses junge Pärchen, das auch in seinem Privatleben gezeigt wird, der dient nicht dazu, einfach nur Kontrast zu schaffen, zu verurteilen, sondern der Film nimmt diese Erzählstränge genauso ernst wie den des Auschwitzüberlebenden – und daraus entstehen eben Paradoxien oder Spannungen, die letztlich an den Zuschauer weitergegeben werden. (…) Worüber der Film immer wieder verhandelt, ist, wie in der veränderten Lage der 1960er-Jahre, in denen es neue, andere Probleme gibt, welchen Platz dort die NS-Vergangenheit und die Überlebenden der NS-Verbrechen eigentlich noch haben können.“
Im Lexikon des Internationalen Films heißt es: „Das Fernsehspiel bietet ein beklemmendes, kritisches Zeitbild der westdeutschen Wirklichkeit in den 60er Jahren, das kaum an Eindringlichkeit eingebüßt hat.“
In „Mord in Frankfurt“. Ein Stück anspruchsvoller Fernsehunterhaltung von 1967 konstatierten die beiden Rezensenten bei diesem Film eine „radikale Erzählweise“, die stark beeindrucke, und auch über ein halbes Jahrhundert danach „eine erstaunliche Nähe zum Fernsehen der Gegenwart“ aufweise. An späterer Stelle heißt es: „Mit seinen Verweisen auf die Wirklichkeit der Bundesrepublik in den 1960er Jahren ist der Film auch eine Form des Nachdenkens über das Verhältnis von Gegenwart und Vergangenheit, ohne zu eindeutigen Antworten zu kommen. Was an Mord in Frankfurt inhaltlich so beeindruckt, ist, wie sich der Film allen drei Erzählsträngen mit der gleichen Ernsthaftigkeit widmet. Immer wieder findet der Regisseur starke Bilder für die Einsamkeit des Holocaustüberlebenden Andrej Markovski in der ihm trotz aller offiziellen Gastfreundschaft fremd bleibenden Stadt.“ Fazit: „Mord in Frankfurt ist ein ausgesprochen kluger Film, der in die Bundesrepublik der späten 1960er Jahre intervenieren, die Deutschen in ihrer Missachtung der eigenen Geschichte wachrütteln wollte und zugleich die Paradoxien und Schwierigkeiten dieses Ansinnens verhandeln konnte. Damit gibt er noch heute zu denken.“